# 무릎에 화살
"예전에는 나도 너처럼 모험가였지. 그러다 무릎에 화살을 맞았지..."(I used to be an adventurer like you. Then I took an arrow in the knee...), 줄여서 "무릎에 화살"(Arrow in the knee)은 베데스다 게임 스튜디오가 개발하고 베데스다 소프트웍스가 퍼블리싱한 액션 롤플레잉 비디오 게임인 엘더 스크롤 V: 스카이림]]에서 유래한 인용문이자 인터넷 밈이다. 원래 베데스다 수석 게임 디자이너 에밀 파글리아룰로가 고안하고 경비병 역할을 하는 논플레이어 캐릭터가 말하는 절차적으로 생성된 대사였지만, 이 문구는 예상치 못하게 스카이림 플레이어들 사이에서 인기를 얻었다. 이후 이 문구와 "무릎에 화살"과 같은 변형은 엘더 스크롤 프랜차이즈와 관련 없는 미디어뿐만 아니라 게임의 원래 맥락 밖에서도 대중적인 참고 자료로 활용되었다.

## 기원
엘더 스크롤 V: 스카이림 개발 후반에 베데스다 게임 스튜디오 경영진은 많은 비디오 게임에서 비슷한 역할을 하는 NPC들이 단순히 플레이어 캐릭터에게 으르렁거리거나 해야 할 일에 대한 지침만 전달하는 대신 경비병 역할을 하는 NPC가 더 실질적인 성격을 투영하기를 원했다. 게임의 주요 퀘스트의 일환으로 플레이어는 게임 시작 지점과의 근접성 때문에 게임 초반에 화이트런 시를 방문할 가능성이 높으며, 이곳에서 해당 지역을 순찰하는 지역 경비병과 상호 작용할 가능성이 높다. 수석 게임 개발자 토드 하워드에 따르면, 에밀 파글리아룰로는 경비병이 플레이어 캐릭터에 대한 관찰을 되돌려주고, 게임 내 스카이림 세계에서 마지막 드래곤본 또는 도바킨으로서의 중요성을 강화하는 대사를 작성해 달라는 요청을 받았다. 하워드는 기억에 남을 만한 한 줄 대사를 작성하는 데 재능이 있었기 때문에 파글리아룰로에게 이 작업을 맡겼다.
파글리아룰로의 창작 과정의 일환으로, 그는 NPC 경비병이 플레이어 캐릭터를 칭찬하거나, 플레이어의 현재 활동에 대해 언급하거나, 자신의 삶을 회상하는 유휴 대사를 작성했다. 이 대사 중 하나에서 경비병은 플레이어 캐릭터에게 "예전에는 너처럼 모험가였지, 그러다 무릎에 화살을 맞았지"라고 말할 것이다. 이는 파글리아룰로가 경비병에게 "풍미와 개성"을 부여하려는 시도였으며, 은퇴한 "지친 판타지 순경"이라는 아이디어는 파글리아룰로에게 다소 그럴듯한 "재미있는 기회"처럼 느껴졌다.
스카이림의 오디오 디렉터 마크 램퍼트에 따르면, 경비 NPC의 대사는 절차적으로 생성되지만, 플레이어의 활동에 따라 조정도 이루어진다. 무작위적인 특성 때문에 이 대사는 원래 개발자들에 의해 플레이어가 한 번씩만 들을 수 있도록 의도되었으며, 전혀 듣지 못할 수도 있다. 대부분의 플레이어는 화이트런에 도착하기 전에 적어도 하나의 특정 던전 지역을 방문했을 가능성이 높기 때문에, 캐릭터는 던전 지역을 클리어하고 그 안에서 귀중한 보물을 획득한 후 활성화되는 "모험 플래그"를 가지고 있다. 플래그가 지정된 플레이어 캐릭터를 지나치는 화이트런 경비 NPC는 플레이어의 모험가 지위를 인정하도록 프로그래밍되어 있지만, 인공 지능의 예측 불가능한 특성으로 인해 플레이어와의 추가 만남에서 같은 문구를 반복할 가능성도 있다.

## 확산
이 문구는 2011년 11월 11일 스카이림 전 세계 출시 이후 예상치 못하게 인기를 얻었다. 경비 NPC의 대사와 성우 연기에 재미를 느낀 플레이어들은 이 문구를 캐치프레이즈나 "예전에는 X였지만, 무릎에 화살을 맞았다"는 형태의 스노클론으로 인터넷 전반의 수많은 메시지 보드 포럼과 블로그에서 자주 인용했다. 일부 팬들은 이전 진술에서 전선에 적합하지 않다고 밝혔음에도 불구하고, 경비병들이 드래곤과 싸우는 대신 경비 임무를 맡은 것에 대해 불평하기 전에 그 대사를 외친다는 점에 대해 유머러스하게 언급했다. 때로는 수정된 형태로, 이 문구의 수많은 이미지 매크로와 비디오 패러디가 생성되어 바이럴 현상의 일부로 공유되었다. 2012년 2월까지 코타쿠의 스티븐 토틸로는 이 문구를 "2011년의 큰 비디오 게임 농담"이자 스카이림에서 가장 많이 반복되는 대사로 묘사했다.
밈으로서 이 문구의 악명은 팬이 만든 작품을 양산했는데, 티셔츠 문신, 무허가 팬 게임 등이 있다. 또한 스카이림 모드인 Enderal 및 엘더 스크롤 프랜차이즈 및 해당 지식 재산권 소유자와 무관한 전문적으로 제작된 미디어 작품에서도 언급되었다. 2인조 음악 그룹 LMFAO의 2012년 싱글 "Sorry for Party Rocking" 뮤직 비디오에서는 개그로 사용되었다. 2012년 5월에 방영된 미국 경찰 수사 드라마 NCIS (드라마) 시즌 9의 22번째 에피소드 "Playing with Fire"에서는 농담으로 전달된다. 2013년 타이틀인 크라이시스 3와 같은 비디오 게임은 게임 내 업적 중 하나로 이 밈을 언급한다.
이 문구는 고대 노르드어에서 결혼을 의미하는 속어로 잘못 알려져 있다.

## 반응
Know Your Meme과 같은 웹사이트를 통해 유포된 인터넷 도시전설은 이 문구가 패트릭 로스퍼스의 책 "바람의 이름"에서 영감을 받았다고 주장했으며, 파글리아룰로는 이를 부인했다. 2012년 7월까지 베데스다는 Xbox 아바타용 스킨 판매를 제안했는데, 이 스킨에는 한쪽 무릎에 화살이 박힌 캐릭터 모델이 특징이며, 이는 밈의 인기를 인정한 것이다. 게임스레이더가 밈의 기원에 대해 발표한 회고 특집 기사에서 램퍼트는 베데스다가 개발하고 퍼블리싱한 비디오 게임은 종종 게임의 방대한 규모와 게임 내 세계 조건에 의해 가능해진 이머전트 게임플레이(emergent gameplay) 가능성 때문에 의도치 않게 플레이어들에게 인기를 얻는 밈을 선택한다고 언급했다. 램퍼트의 관점에서, 밈의 폭발적인 인기는 경비병의 악센트와 애상적인 태도, 그리고 2011년 11월 게임 출시 직후 인터넷에 업로드된 인기 실황 플레이 비디오에서 볼 수 있듯이 스카이림 플레이의 초반 몇 분 안에 해당 대사가 널리 퍼진 결과의 "완벽한 조합"이었다. 스카이림 초기 출시 10년 후에도 이 문구의 지속적인 인기는 평론가들에게 주목받고 있다.
밈에 대한 모든 반응이 긍정적인 것은 아니었고, 일부에서는 밈의 확산과 인기에 대한 짜증을 표현했다. 레드불의 존 파트리지는 이 문구 전체가 역사상 최악의 비디오 게임 대사 중 하나이며, 이는 게임의 "우스꽝스러운 대본"을 나타낸다고 생각했다.

## 대중 문화에서
2022년 BlueTwelve Studio의 게임 스트레이 (비디오 게임)에서 미드타운의 NPC 소지로가 한때 술집을 소유했으나 무릎에 드라이버를 맞았다고 말한다.
2024년 Mihoyo의 게임 젠레스 존 제로에서 적 NPC '할로우 불량배 - 포수' 항목의 게임 내 '파에톤 데이터베이스'에서 "예전에 나는 공안관이었지만, 할로우 작전 중 무릎에 화살을 맞았습니다..."라는 인용문을 찾을 수 있다.

## 더 읽어보기
- Wilkins, Kim (2014). “Valhallolz: Medievalist humor on the Internet”. 《Postmedieval: A Journal of Medieval Cultural Studies》 5 (2): 199–214. doi:10.1057/pmed.2014.14. S2CID 143173265.
- Varis, Piia (September 2014). “Conviviality and collectives on social media: Virality, memes, and new social structures”. 《Multilingual Margins: A Journal of Multilingualism from the Periphery》 2 (1): 31–45. doi:10.14426/mm.v2i1.55. S2CID 151799981.
- Jarmila Mildorf; Bronwen Thomas, 편집. (2017). 《Dialogue across Media》. John Benjamins Publishing Company. 256쪽. ISBN 97890-2-726-615-6.